# 哈希特山
47°2′38″N 11°17′23″E / 47.04389°N 11.28972°E

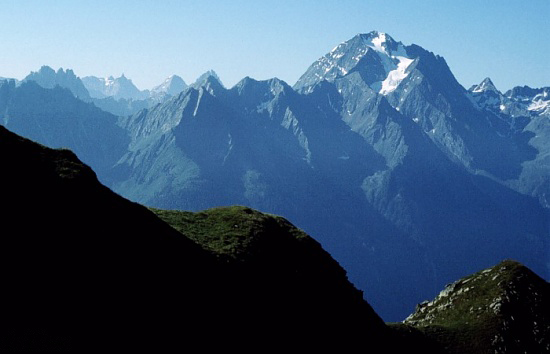

哈希特山（德語：Habicht），是奥地利的山峰，位於該國西部，由蒂羅爾州負責管轄，屬於斯圖拜阿爾卑斯山脈的一部分，海拔高度3,277米，人類在1836年首次登頂。